# 3542 Таньцзячжень
3542 Таньцзячжень (3542 Tanjiazhen) — астероїд головного поясу, відкритий 9 жовтня 1964 року.
Тіссеранів параметр щодо Юпітера — 3,181.
Названо на честь китайського генетика Тань Цзячжень (1909—2008).